# Dunes des Charmes (à Sermoyer)
Dunes des Charmes (à Sermoyer) este o arie protejată (sit de importanță comunitară — SCI) din Franța întinsă pe o suprafață de 13,73 ha, integral pe uscat.

## Localizare
Centrul sitului Dunes des Charmes (à Sermoyer) este situat la coordonatele 46°30′43″N 4°59′16″E / 46.51194°N 4.98778°E.

## Înființare
Situl Dunes des Charmes (à Sermoyer) a fost declarat arie specială de conservare în baza directivei 92/43 din 1992 referitoare la conservarea habitatelor naturale și a faunei și florei sălbatice pentru a proteja 1 specie de animale.

## Biodiversitate
Situată în ecoregiunea continentală, aria protejată conține 5 habitate naturale: Pajiști cu Molinia pe soluri calcaroase, turboase sau argilos-nămoloase (Molinion caeruleae), Mlaștini împădurite, Ape oligotrofe din câmpii nisipoase, cu un conținut foarte redus de minerale (Littorelletalia uniflorae), Pajiști uscate europene, Vegetație psamofilă uscată cu pășuni deschise de Corynephorus și Agrostis.
La baza desemnării sitului se află o specie protejată de  nevertebrate: rădașcă (Lucanus cervus).